# 恩维耶
恩维耶（義大利語：Envie），是意大利库内奥省的一个市镇。总面积25平方公里，人口2066人，人口密度82.6人/平方公里（2009年）。ISTAT代码为004085。

## 友好城市
- 阿根廷María Susana（西班牙语：María Susana） 1999年